# Сысы-Мейите
Сысы́-Мейите́ (якут. Сыһыы Мэйиитэ) — село в Верхоянском улусе Республики Саха (Якутия) России. Входит в состав Сартанского наслега.

## География
Село находится в северной части Якутии, в пределах Янского плоскогорья, к югу от реки Сартан, вблизи места впадения в неё реки Наркый, на расстоянии примерно 134 км (по прямой) к юго-западу от посёлка Батагай, административного центра улуса. Абсолютная высота — 128 метров над уровнем моря.
Климат
Климат характеризуется как резко континентальный, с продолжительной морозной малоснежной зимой и коротким прохладным летом. Средняя температура воздуха самого тёплого месяца (июля) составляет 16-17 °C; самого холодного (января) — −38 − −48 °C. Среднегодовое количество атмосферных осадков составляет 150—300 мм. Снежный покров держится в течение 215—235 дней в году.
Часовой пояс
Село Сысы-Мейите находится в часовой зоне МСК+7. Смещение применяемого времени относительно UTC составляет +10:00.

## Население
| 2002 | 2010 | 2021 |
| ---- | ---- | ---- |
| 58   | ↘46  | ↘25  |

Половой состав
По данным Всероссийской переписи населения 2010 года, в гендерной структуре населения мужчины составляли 56,5 %, женщины — соответственно 43,5 %.
Национальный состав
Согласно результатам переписи 2002 года, в национальной структуре населения якуты составляли 100 % из 58 чел.

## Улицы
Уличная сеть села состоит из одной улицы (ул. Центральная).